# هماهنگ‌کننده آزیموث

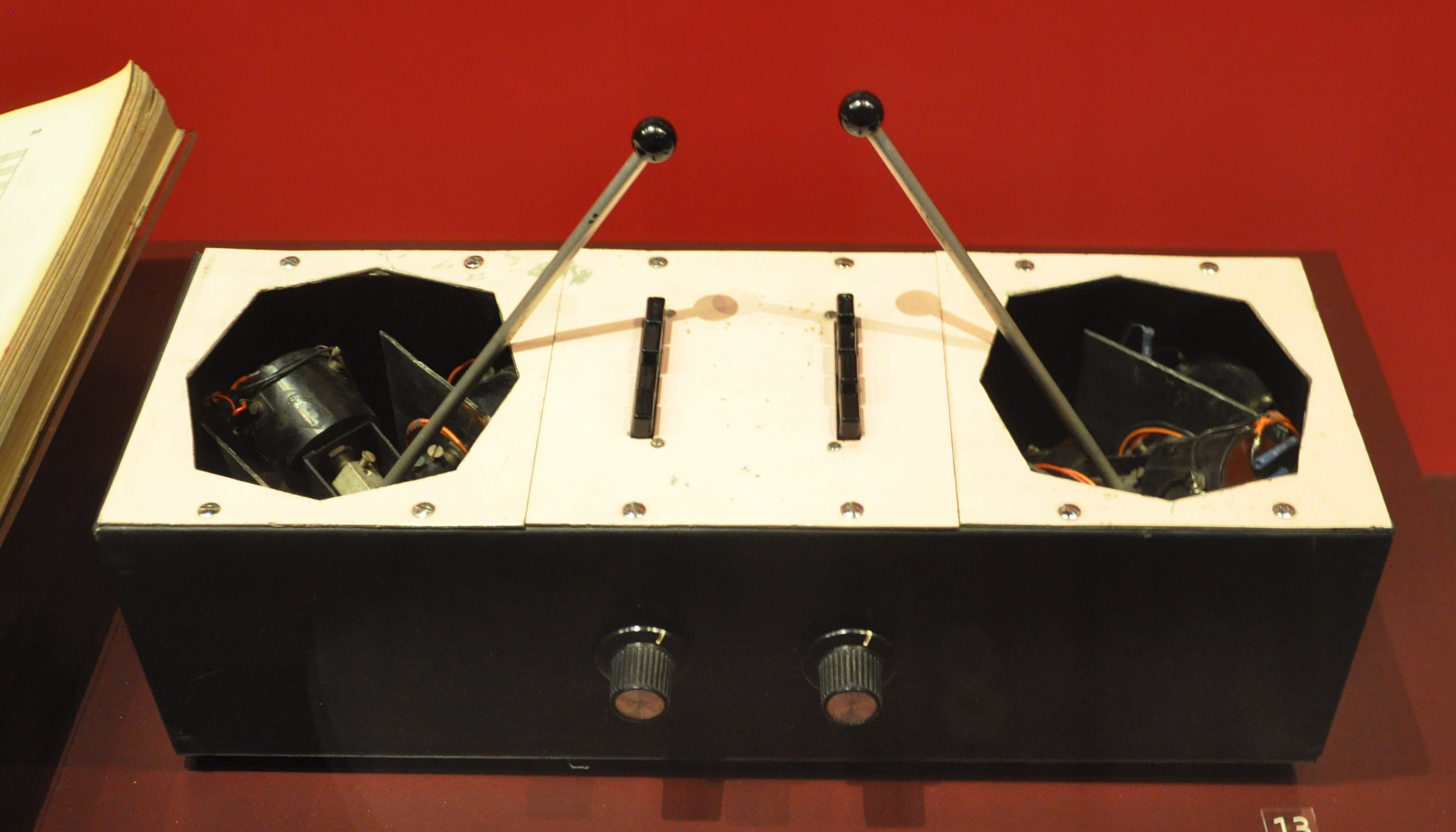
هماهنگ کننده آزیموثی که پینک فلوید استفاده می‌کرد، ساخته شده توسط برنارد اسپایت در سال ۱۹۶۹ (موزۀ ویکتوریا اند آلبرت، لندن)

هماهنگ‌کننده آزیموث (انگلیسی: Azimuth Co-ordinator) نخستین کنترل کنندۀ برای سیستم صوتی کوادرافونیک بود. پینک فلوید یکی از نخستین گروه‌هایی بود که از آن در اجراهایش استفاده می‌کرد. دو نسخه از این دستگاه برای پینک فلوید ساخته شد که توسط ریچارد رایت، کیبوردیست گروه، کنترل شده و با چرخش اهرمک‌های آن، مکان پخش صدا تغییر می‌کرد. نخستین هماهنگ‌کننده آزیموث گروه پس از اجرا در کوئین الیزابت هال به سرقت رفت و دومین نسخه آن برای اجرا در رویال فستیوال هال ساخته شد که برای سال‌ها وضعیت نامشخصی داشت اما در سال از سال ۲۰۰۹ در موزۀ ویکتوریا اند آلبرت نگهداری می‌شود.